# Convergência quase-sempre
Em matemática, sobretudo na análise real e na análise funcional, o conceito de convegência quase-sempre  é um conceito (mais fraco) que substitui o conceito de convergência pontual.[carece de fontes?]
Diz-se que uma seqüência de funções {\displaystyle f_{n}\,} cujo domínio é um espaço de medida converge quase sempre em {\displaystyle S\,} para uma função f se existe um conjunto de medida zero {\displaystyle Z\,} tal que:
- {\displaystyle f_{n}\to f\,} pontualmente em {\displaystyle S\backslash Z\,} [1]